# اینگیموندور اینگیموندارسون
اینگیموندور اینگیموندارسون (انگلیسی: Ingimundur Ingimundarson؛ زادهٔ ۲۹ ژانویهٔ ۱۹۸۰) ورزشکار فوتبال اهل ایسلند است.
از باشگاه‌هایی که در آن بازی کرده‌است می‌توان به باشگاه فرم اشاره کرد.
وی در مسابقات کشوری و بین‌المللی در مجموع برندهٔ ۱ مدال نقره، ۱ مدال برنز شده‌است.